# New Windsor, Maryland
New Windsor är en ort i Carroll County i delstaten Maryland, USA.